# Angel Joy Chavis Rocker
Angel Joy Chavis Rocker, también conocida como Angel Joy Rocker, fue una política estadounidense de Florida. En 1999, se convirtió en la primera mujer negra en postularse a la presidencia de los Estados Unidos como republicana.

## Biografía
Rocker creció en High Point, Carolina del Norte, y se graduó de la escuela secundaria T. Wingate Andrews. Rocker asistió y se graduó de la Universidad de Carolina del Norte en Greensboro y recibió una maestría en consejería de la Universidad Estatal de Georgia.
Rocker trabajaba como orientador y vivía en Fort Walton Beach, Florida. El 23 de marzo de 1999, anunció que formaría un comité exploratorio presidencial, con la esperanza de recibir la nominación republicana en las elecciones presidenciales de Estados Unidos de 2000.
Con este anuncio, se convirtió en la primera mujer negra en postularse para la presidencia de los Estados Unidos como republicana. La campaña de Rocker fue vista como una posibilidad remota ya que tenía muy poca financiación de campaña, poco reconocimiento de nombre y ninguna experiencia política, ya que no había ocupado previamente un cargo electo. Los aspectos de su plataforma incluyeron la creación de un impuesto único, la expansión de la atención médica, y el fomento de la influencia y representación de los negros dentro del partido republicano.
Ella dijo que quería probar si los republicanos eran un «partido de gran carpa o no». En la Encuesta Popular Republicana de Alabama de 1999, dijo que declaró su candidatura para «articular temas que atraigan a hispanos, afroestadounidenses y otras minorías» al partido republicano y que es importante «articular estos temas de manera positiva en lugar de manera negativa», afirmando que su campaña era sobre la inclusión dentro del partido. George W. Bush finalmente ganaría las primarias republicanas de 2000 y las elecciones generales contra Al Gore.
Rocker murió el 25 de febrero de 2003 en Navarre Beach, Florida, a la edad de 36 años luego de una cirugía electiva.